# 拉斯贝拉县
拉斯贝拉县(乌尔都语: لسبیلہ)，巴基斯坦俾路支省东南部的一个县。2,574 km2 (4,854.8 sq mi)，总人口312,917(2005年估计)。县治位于乌塔尔。

## 行政区划
拉斯贝拉县分为9个乡，21个联合委员会。